# Rhodopetoma erosa
Rhodopetoma erosa é uma espécie de gastrópode do gênero Rhodopetoma, pertencente a família Pseudomelatomidae.